# 大須賀めぐみ
大須賀 めぐみ（おおすが めぐみ、1976年12月21日 - ）は、日本の漫画家。千葉県出身。
2002年に『少年サンデー特別増刊R』（小学館）に掲載の「トンパチ」でデビューし、2007年に『週刊少年サンデー』27号から掲載された「魔王 JUVENILE REMIX」（原作・伊坂幸太郎）が初の本格連載となる。

## 人物

### デビューまでの経緯
高校時代から投稿用に何本か漫画を描くが、根性がないため最後まで仕上げられず、漫画家は無理だと断念した。デザイン関係の仕事に就こうと美術系の専門学校に入り、一時的に漫画から遠ざかっていたが、就職口がデザイン事務所や印刷関係の仕事しかなく、そういうことが苦手だった大須賀は、どうしようかと悩んだ末に「そういえば漫画家になりたかったな」と思い出し、再び投稿原稿を描き始めた。恋愛要素が薄いバイオレンスな殺し屋漫画を少女漫画雑誌に投稿するが、少年誌か青年誌に行ったほうがいいとアドバイスされ、投稿先を『週刊少年サンデー』に変更した。その後、少年漫画らしい漫画を描き続けるが、自分には合っていないと悩んでいたところに、伊坂幸太郎の小説『魔王』の漫画化の話が飛び込む。それまで自分の考えたキャラクターを好きになることはなかったが、『魔王』を描くようになって初めて漫画を描くことが楽しいと思うようになったという。

### その他
- 伊坂幸太郎原作の漫画を描くことについて「人生って、たまにすげェ」と、語っている。
- 時代劇が好きで、デビュー時の自己紹介や『週刊少年サンデー』巻末目次ページに掲載される読者からの質問で好きなテレビ番組を質問された際、『必殺必中仕事屋稼業』（朝日放送）『素浪人天下太平』（NET、現・テレビ朝日）『盤嶽の一生』（フジテレビ）などと回答している。
- アシスタントの一人が39度の熱を出しながら人生で初めて行ったメイド喫茶で買ってきてくれたメイドポスターが仕事場に張ってある。
- 「魔王 JUVENILE REMIX」の単行本第7巻の前書きに「仕事場のカレーパン消費率が凄まじい。みんなカレーパン食ってる。私も食ってる。」と書かれている。
- 耳かきが6本ある（うち一本は1000円もする『匠の耳掻き』で、使い心地は今一つ）。
- 尊敬している漫画家は小林まこと、柴田ヨクサル、ちばてつや。
- 猫好きでルンルンという名のデカ猫がいる。
- 好みのタイプは軍人みたいな人。藤岡弘、みたいな人。お坊さん。
- 女性キャラでは「魔王 JUVENILE REMIX」に登場する殺し屋・スズメバチを描くのが好き。

## 年表
- 1998年、「妖刀異変」にて、第42回小学館新人コミック大賞 少年部門佳作受賞。（受賞当時21歳）[3]
- 2002年、『少年サンデー特別増刊R』に掲載された「トンパチ」でデビュー。
- 2004年、『サンデー超増刊』にて「炎の穴のヨミ」を短期連載。『週刊少年サンデー』にて「ジンの怪」を掲載。
- 2007年、『週刊少年サンデー』にて伊坂幸太郎の『魔王』『グラスホッパー』を原作として、リミックスした「魔王 JUVENILE REMIX」連載開始。
- 2009年、30号にて「魔王 JUVENILE REMIX」連載終了。
- 2009年7月12日、名古屋造形大学公開講座スーパーレクチャー2009にて大須賀めぐみによる講義が行なわれ、製作秘話などが語られた。
- 2009年、『ゲッサン』11月号にて「魔王 JUVENILE REMIX」のスピンオフ作品「Waltz」を連載開始[4]。
- 2012年、『ゲッサン』3月号にて「Waltz」連載終了。『ゲッサン』9月号より「VANILLA FICTION」連載開始[5]。
- 2016年、『ゲッサン』3月号にて「VANILLA FICTION」連載終了。『ゲッサン』12月号より「マチネとソワレ」連載開始[6]。

## 作品リスト

### 連載
- 炎の穴のヨミ（週刊少年サンデー超2003年12月25日号 - 2004年2月25日号、短期集中連載）
- 魔王 JUVENILE REMIX（原作：伊坂幸太郎、週刊少年サンデー2007年27号 - 2009年30号）
- Waltz（原作：伊坂幸太郎、ゲッサン2009年11月号 - 2012年3月号）
- VANILLA FICTION（ゲッサン2012年9月号 - 2016年3月号）
- マチネとソワレ（ゲッサン2016年12月号 - 連載中）

### 読切
- トンパチ（少年サンデー特別増刊R2002年4月15日号）
- うちのエンゲツ!（週刊少年サンデー超2002年11月25日号）
- 刃風のシジマ（週刊少年サンデー超2003年2月25日号）
- ジンの怪（週刊少年サンデー2004年47号）
- 戦闘員家族（週刊少年サンデー超2006年7月25日号）
- ガードの下のいつもの店で（ゲッサン2014年10月号付録「ゲッサンmini-」）

### その他
- Waltz&魔王 大須賀めぐみ画集（ISBN 978-4-09-199030-3、2012年5月12日発売）
- 伊坂幸太郎「グラスホッパー」（角川文庫） - カバー装画担当
- 伊坂幸太郎「マリアビートル」（角川書店） - カバー装画担当